# Девушка возвращается одна ночью домой
«Девушка возвращается одна ночью домой» (англ. A Girl Walks Home Alone at Night, перс. دختری در شب تنها به خانه می‌رود‎ Dokhtari dar šab tanhâ be xâne miravad) — американский чёрно-белый фарсиязычный романтический фильм ужасов 2014 года, режиссёрский дебют Аны Лили Амирпур. Действие фильма происходит в мрачном иранском городе-призраке, сюжет построен вокруг похождений одинокой девушки-вампира.
Под слоганом «Первый иранский вампирский вестерн» фильм был выбран для показа в программе «Next» кинофестиваля «Сандэнс» в 2014 году.

## Сюжет
Молодой иранец Араш (Араш Маранди) живёт вместе с отцом Хуссейном (Маршалл Манеш), о котором вынужден заботиться из-за его героиновой зависимости. Им угрожает бандит Саид (Доминик Рейнс), занимающийся сутенёрством и продажей наркотиков, требуя выплатить долг Хуссейна. Не получив денег, Саид забирает машину Араша. Через некоторое время Араш в гостях крадёт пару серёг с бриллиантами.
Ночью Саид замечает странную женщину в чёрной чадре (Шейла Ванд) и приводит к себе домой. Девушка заигрывает с ним, но внезапно обретает длинные клыки и впивается сутенёру в шею. Когда она уходит, то её замечает Араш, который пришёл к Саиду, чтобы предложить серьги в обмен на свой автомобиль. Араш обнаруживает труп, забирает ключи от машины и деньги. Девушка идёт следом за проституткой, которая работала на Саида, заходит в её квартиру и говорит, что ей больше нечего бояться.
Араш, одетый в карнавальный костюм Дракулы, отправляется в ночной клуб, где его уговаривают принять одну таблетку экстази, которые он пытается продать знакомой девушке. Она отвергает Араша, он уходит из клуба, и теряет дорогу домой среди тёмных улиц ночного города.
Девушка в чадре ходит по улицам, пугая прохожих, пока не натыкается на заблудившегося беззащитного Араша-«Дракулу». Она отводит его к себе домой, где они слушают музыку.
Следующим вечером они встречаются вновь, и девушка-вампир говорит Арашу, что тот не подозревает о совершённых ей ужасных поступках. Этот намёк на некую зловещую сущность не смущает его, и Араш дарит девушке бриллиантовые серьги. Она надевает их, предложив Арашу проколоть ей уши раскалённой булавкой.
Отец Араша в отсутствие героина страдает от ломки. Сын даёт ему деньги и требует, чтобы он ушёл и больше не возвращался. Отец, забрав деньги и кошку, идёт к той самой проститутке, насильно вкалывая ей наркотик. Девушка в чадре, почувствовав, что происходит что-то плохое, оказывается в доме проститутки и убивает мужчину. Вместе с проституткой они отволакивают труп на окраину.
На следующий вечер девушка и Араш снова встречаются, и Араш предлагает ей уехать из города вместе с ним на машине. Он видит кошку, которую девушка взяла себе, и начинает что-то подозревать. Однако после размышлений пара продолжает путь по ночной дороге.

## В ролях
| Актёр         | Роль    |
| ------------- | ------- |
| Шейла Ванд    | Девушка |
| Араш Маранди  | Араш    |
| Маршалл Манеш | Хуссейн |
| Доминик Рейнс | Саид    |
| Можан Марно   | Атти    |
| Роум Шаданлу  | Шайда   |

## Работа над фильмом
Фильм был снят в  американском городе Тафт, штат Калифорния. Ранний короткометражный фильм с тем же названием от Амирпур демонстрировался на нескольких кинофестивалях и получил приз за лучший короткометражный фильм на «фестивале иранского кино «Нур», ежегодно проводимом в Лос-Анджелесе.

## Саундтрек

### Список дорожек
| №   | Название                             | Исполнитель        | Длительность |
| --- | ------------------------------------ | ------------------ | ------------ |
| 1.  | «Charkhesh e Pooch»                  | Kiosk              | 2:23         |
| 2.  | «Gelaye»                             | Radio Tehran       | 3:43         |
| 3.  | «Sarcophagus»                        | Federale           | 8:34         |
| 4.  | «Dancing girls»                      | Farah              | 5:35         |
| 5.  | «Bashy»                              | Free Electric Band | 5:14         |
| 6.  | «Black Sunday»                       | Federale           | 3:58         |
| 7.  | «Hishe Ayn Ore (Remember That Day?)» | Bei Ru             | 2:52         |
| 8.  | «Bread Thief»                        | Bei Ru             | 3:00         |
| 9.  | «Death (album version)»              | White Lies         | 5:00         |
| 10. | «Sisyphus»                           | Federale           | 4:14         |
| 11. | «Khabnama»                           | Radio Tehran       | 6:33         |
| 12. | «Thirsty's Return»                   | Federale           | 3:26         |
| 13. | «Cheshme Man»                        | Dariush            | 4:54         |
| 14. | «Tatilat»                            | Radio Tehran       | 5:40         |
| 15. | «Yarom Bia»                          | Kiosk              | 4:31         |
| 16. | «The Veil»                           | Bei Ru             | 3:52         |
| 17. | «Tribe»                              | Federale           | 4:25         |

## Критика
Фильм получил множество положительных отзывов. Рейтинг на сайте Rotten Tomatoes достигает 96% на основе 97 обзоров.
- Эндрю О'Хеир из Salon считает фильм «открытием года». «Девушка возвращается одна ночью домой — странный, но великолепный и запоминающийся фильм, помещающий эстетику независимого кино 80-х в контекст, который ощущается одновременно вневременным и вполне современным», — пишет О'Хеир.[6]

- Бойд ван Хоейдж в своей рецензии для The Hollywood Reporter пишет: «этот великолепный мрачный фильм построен скорее на атмосфере и эмоциях, сюжет играет второстепенную роль, но это пошло картине на пользу».[7]